# Genki Mitani
Pour les articles homonymes, voir Mitani.
Genki Mitani (三谷 元騎, Mitani Genki) né le 12 juin 1990c à Echizen, est un joueur de hockey sur gazon japonais. Il évolue au poste de milieu de terrain au Vercosta Fukui et avec l'équipe nationale japonaise.
Il a participé aux Jeux asiatiques en 2018 et aux Jeux olympiques d'été en 2020.

## Palmarès

### Jeux asiatiques
- : 2018